# Павло Алдошин
Павло Анатолійович Алдошин (нар. 2 жовтня 1987) — український театральний та кіноактор, учасник війни з Росією.

## Біографія
Народився 2 жовтня 1987 року поряд з Генічеськом, у с. Семихатки, Генічеського району, Херсонської області.
Дитинство майбутнього актора відбувалося на берегах Сивашу, про що сам актор часто згадує і в своїй творчості (пише вірші і пісні) і в інтерв'ю. 
Навчався у харківській державній академії культури.
З 2009 року по 2016 — актор харківського "Театру 19".
В 2010 році став учасником талант-шоу на Новому каналі "Україна сльозам не вірить". Був його півфіналістом. 
В 2014 році  — учасник шоу "Битва Хорів" в складі Донецького хору, дуетом на кастинг до якого пішов зі своїм колегою,  автором пісень і виконавцем Олексієм Копиловим. 
2015 році після знайомства з Миколою Бойченко (хореографом проекту "Битва Хорів") був запрошений для створення фестивальної вистави для ГогольФесту за п'єсою Чехова "Три сестри" (роль — Вершинін). Після успіху уривку вистави, який було продемонстровано на фестивалі, прийняв рішення продовжити співпрацю з Миколою Бойченко і його танцювальним колективом "D'arts". Далі колектив стає вже повноцінною трупою, яка стає основою нового театру "Мізантроп".

## Вибрана фільмографія
- Моя справжня мама (2022), серіал[6][7]
- Снайпер. Білий Ворон (2022), фільм[8]
- Дерев'яний гребінець (2021), серіал
- Кава з кардамоном (2021), серіал
- Клятва лікаря (2021), серіал
- Солона карамель (2019), серіал
- Місто самовбивць (2017), фільм